# David Aardsma
David Allan Aardsma, född den 27 december 1981 i Denver i Colorado, är en amerikansk före detta professionell basebollspelare som spelade nio säsonger i Major League Baseball (MLB) 2004, 2006–2010, 2012–2013 och 2015. Aardsma var högerhänt pitcher.
Aardsma spelade för San Francisco Giants (2004), Chicago Cubs (2006), Chicago White Sox (2007), Boston Red Sox (2008), Seattle Mariners (2009–2010), New York Yankees (2012), New York Mets (2013) och Atlanta Braves (2015).
När Aardsma debuterade i MLB 2004 hamnade han först av alla MLB-spelare i historien om man ordnar dem i bokstavsordning efter efternamn. Han tog över förstaplatsen efter National Baseball Hall of Fame-medlemmen Hank Aaron.

## Karriär

### College
Aardsma gick först på Pennsylvania State University och spelade för Penn State Nittany Lions, men flyttade efter ett år till Rice University och spelade för Rice Owls. Under sommaren 2002 spelade han i Cape Cod Baseball League och gjorde så bra ifrån sig att han 2010 valdes in i ligans hall of fame. Under hans sista säsong för Rice 2003 var han med och tog hem lärosätets första College World Series-titel.

### Major League Baseball

#### San Francisco Giants
Aardsma draftades av San Francisco Giants 2003 som 22:a spelare totalt och redan samma år gjorde han proffsdebut i Giants farmarklubbssystem. Han lyckades ta en plats i Giants spelartrupp när 2004 års säsong inleddes trots att han dessförinnan bara spelat för klubbens tredje högsta farmarklubb. Han debuterade i säsongens andra match den 6 april och utsågs till vinnande pitcher i matchen. Redan i slutet av månaden skickades han dock ned till Giants högsta farmarklubb Fresno Grizzlies och under resten av säsongen fick han bara spela några få matcher för Giants. Totalt blev det elva MLB-matcher 2004 för Aardsma, där han var 1–0 (en vinst och inga förluster) med en earned run average (ERA) på 6,75. Efter säsongen spelade han i Arizona Fall League. Nästföljande säsong var han förpassad till Giants näst högsta farmarklubb innan han i slutet av maj trejdades till Chicago Cubs.

#### Chicago Cubs
Resten av 2005 tillbringade Aardsma i Cubs näst högsta farmarklubb och han spelade återigen i Arizona Fall League under hösten. Han inledde 2006 för Cubs högsta farmarklubb Iowa Cubs, men blev redan i april uppkallad till moderklubben. Där spelade han under säsongen 45 matcher och var 3–0 med en ERA på 4,08. Efter säsongen trejdades han till lokalkonkurrenten Chicago White Sox.

#### Chicago White Sox
Aardsma inledde mycket bra för White Sox 2007 och hade en ERA på bara 1,72 i april, men från och med maj till och med början av juni var hans ERA hela 12,00 och han skickades ned till klubbens högsta farmarklubb Charlotte Knights. Han spelade bara tre matcher till för White Sox efter det, den sista i början av juli. På de 25 matcher han spelade för White Sox var han 2–1 med en ERA på 6,40. Inför 2008 års säsong trejdades han till Boston Red Sox.

#### Boston Red Sox
Aardsma spelade för Red Sox under större delen av säsongen, med två skadeuppehåll på grund av ljumskproblem, och gjorde bara två matcher i farmarligorna. Han var 4–2 med en ERA på 5,55 på 47 matcher för Boston. Inför 2009 års säsong blev han trejdad igen, nu till Seattle Mariners.

#### Seattle Mariners

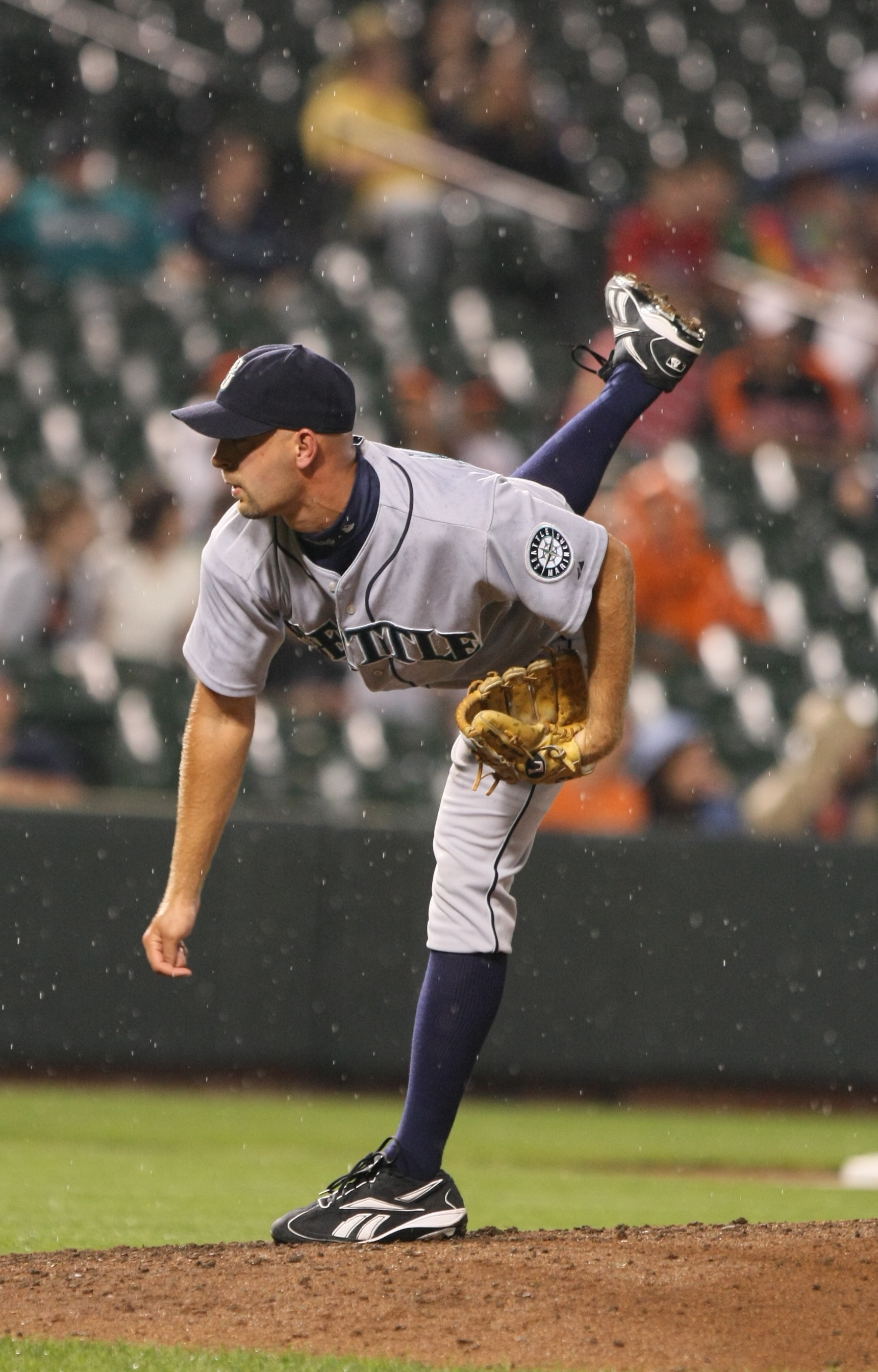
Aardsma i Seattle Mariners dräkt 2009.

När Aardsma kom till Mariners fick han mer speltid och fick även förtroendet att komma in när det fanns chans på en save, särskilt efter en skada på den ordinarie closern Brandon Morrow. Han spelade så bra att han var en tänkbar all star, men han blev inte uttagen till all star-matchen. Han hade ändå sin dittills klart bästa säsong – på 73 matcher var han 3–6 med en ERA på utmärkta 2,52 och hade 38 saves på 42 chanser. Antalet saves var delat fjärde bäst i American League och antalet matcher var delat sjunde bäst.
Aardsma följde upp den fina säsongen 2009 med en nästan lika fin säsong 2010. På 53 matcher var han i och för sig 0–6, men hans ERA var bara 3,44 och han hade 31 saves på 36 chanser. Han var sjunde bäst i American League i saves. Därefter kom Aardsmas karriär av sig på grund av skador. I december 2010 opererade han höften och i juli 2011 tvingades han operera sin kastarm efter att ha skadat armbågen. Skadorna gjorde att han missade hela 2011 års säsong (förutom fem matcher för Mariners högsta farmarklubb Tacoma Rainiers i april) och därefter valde Mariners att låta honom bli free agent.

#### New York Yankees
I februari 2012 kom Aardsma överens med New York Yankees om ett ettårskontrakt värt minst 500 000 dollar med möjlighet för klubben att förlänga kontraktet ytterligare ett år. Det stod dock klart att han inte skulle vara spelklar efter sin armbågsoperation förrän en bra bit in på 2012 års säsong. Det blev till slut bara en enda MLB-match för Aardsma under säsongen och den kom i säsongens absoluta slutskede i slutet av september. Dessförinnan hade han gjort fem matcher i farmarligorna. Efter säsongen valde Yankees att utnyttja sin möjlighet att förlänga Aardsmas kontrakt för 2013, men just före säsongsinledningen blev han petad från spelartruppen och blev free agent.

#### Miami Marlins
Efter ett par veckors ovisshet skrev Aardsma på ett minor league-kontrakt med Miami Marlins, som skickade honom till klubbens högsta farmarklubb New Orleans Zephyrs. När han inte fått chansen i Marlins efter en månad valde han att utnyttja sin rätt att bryta kontraktet.

#### New York Mets

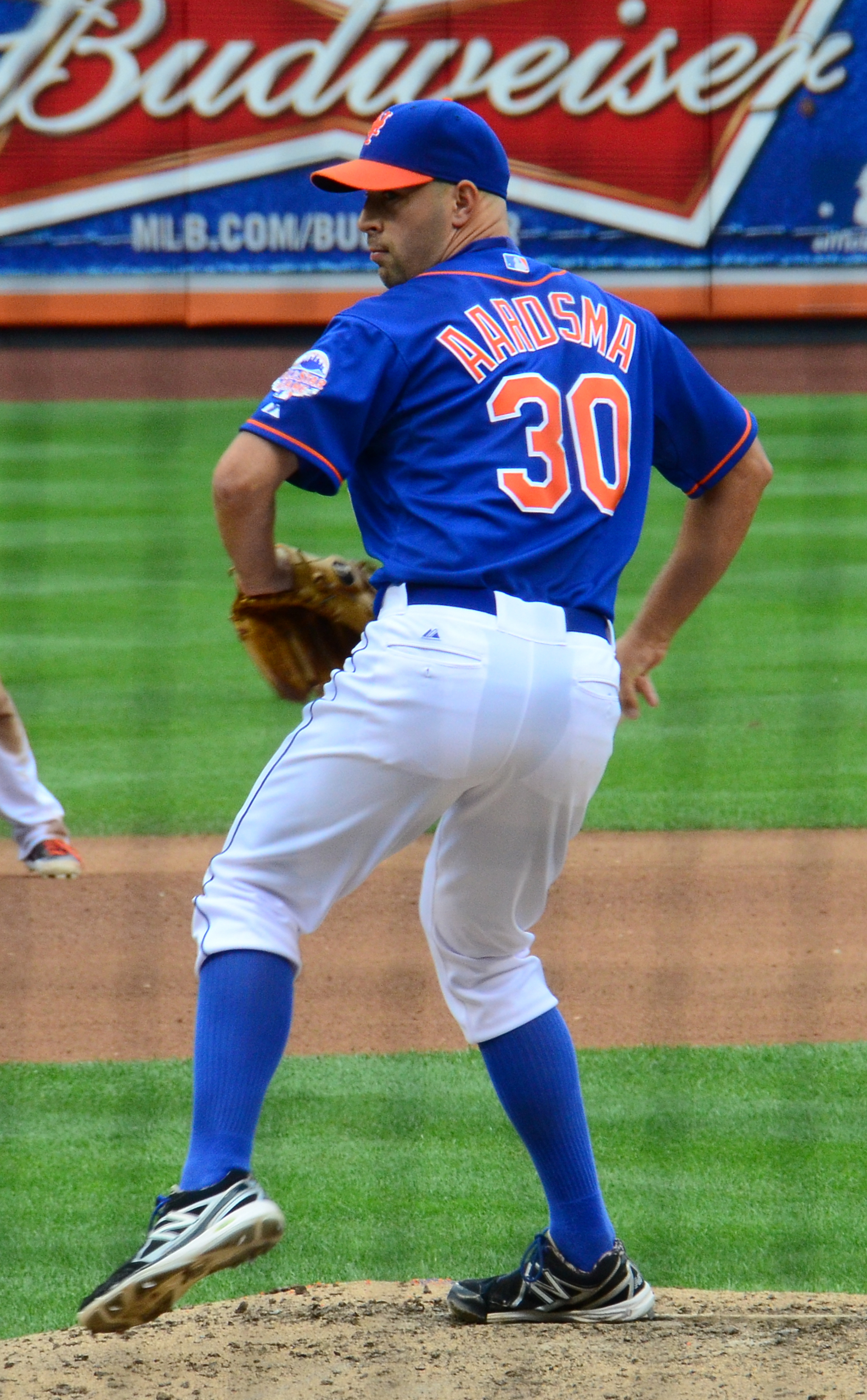
Aardsma i New York Mets dräkt 2013.

Redan några dagar senare skrev Aardsma på ett minor league-kontrakt med New York Mets och skickades till Mets högsta farmarklubb Las Vegas 51s. Efter åtta matcher där hämtades han upp till moderklubben i början av juni. Under resten av 2013 års säsong var han 2–2 med en ERA på 4,31 på 43 matcher för Mets. Efter säsongen blev han free agent.

#### Cleveland Indians
Aardsma skrev på ett minor league-kontrakt med Cleveland Indians i januari 2014 och bjöds in till Indians försäsongsträning. När det stod klart att han inte skulle få en plats i Indians spelartrupp löstes han från kontraktet.

#### St. Louis Cardinals
Nästan genast gjorde Aardsma klart med en ny klubb, St. Louis Cardinals, återigen med ett minor league-kontrakt. Han tillbringade dock hela säsongen i farmarligorna, främst med Cardinals högsta farmarklubb Memphis Redbirds, där han pitchade bra och var totalt 4–1 med en ERA på 1,46 och elva saves på 35 matcher. Han blev free agent efter säsongen.

#### Los Angeles Dodgers
Nästa klubbadress för Aardsma blev Los Angeles Dodgers, som han skrev ett minor league-kontrakt med inför 2015 års säsong, och han bjöds också in till Dodgers försäsongsträning. Precis som föregående säsong misslyckades han med att ta en plats i spelartruppen när MLB-säsongen skulle inledas och han skickades i stället till Dodgers högsta farmarklubb Oklahoma City Dodgers. Han spelade bra för Oklahoma City och var på 20 matcher 0–1 med en ERA på 2,41 och 15 saves, men i början av juni valde han att utnyttja en möjlighet att bryta kontraktet och bli free agent när han kände att han inte skulle få chansen att spela för moderklubben.

#### Atlanta Braves
Bara ett par dagar senare hade Aardsma skrivit på ett minor league-kontrakt med Atlanta Braves, som skickade honom till klubbens högsta farmarklubb Gwinnett Braves. Efter bara en match där befordrades han till Atlanta, vars relievers hade presterat dåligt en tid. Efter två och en halv månad, då han var 1–1 med en ERA på 4,70 på 33 matcher, petades han från Braves spelartrupp. Han spelade aldrig mer i MLB efter detta.

#### Toronto Blue Jays
För tredje året i rad skrev Aardsma inför 2016 års säsong på ett minor league-kontrakt som innehöll en inbjudan till försäsongsträningen. Den här gången var det Toronto Blue Jays som han kom överens med. För tredje året i rad misslyckades han dock med att ta en plats i spelartruppen och han hamnade i Torontos högsta farmarklubb Buffalo Bisons. Där gick det inte så bra (0–1 och en ERA på 5,27 på 14 matcher) och han valde att bryta kontraktet i slutet av maj.

### Atlantic League

#### Long Island Ducks
Aardsma skrev inför 2017 års säsong i brist på bättre alternativ på för Long Island Ducks i Atlantic League, en oberoende proffsliga utan band till MLB. Där var han 1–2 med en ERA på 2,01 och nio saves på 23 matcher, men ingen MLB-klubb visade intresse för honom.

## Efter karriären
I februari 2018 meddelade Aardsma att han avslutade sin aktiva karriär och han tog i stället ett jobb som coordinator of player development för Toronto Blue Jays.
2021 blev Aardsma chef på Top Velocity Pro, ett företag som arbetar med att hjälpa pitchers att utvecklas.

## Privatliv
Aardsmas anfäder var från Nederländerna, men länken dit var inte tillräckligt stark för att han skulle få representera det landet i World Baseball Classic.
Aardsma träffade sin fru Andrea när hon häcklade honom när han värmde upp inför en träningsmatch i Mesa i Arizona. Paret har två söner, D.Z. och J.D.
Aardsmas syster Amanda är en före detta modell och skådespelerska som är gift med den australiska före detta MLB-spelaren Ryan Rowland-Smith.